# Saint-Just-Luzac
Saint-Just-Luzac ist eine französische Gemeinde mit 2.100 Einwohnern (Stand: 1. Januar 2022) im Département Charente-Maritime in der Region Nouvelle-Aquitaine. Die Gemeinde gehört zum Arrondissement Rochefort und zum Kanton Marennes. Die Einwohner werden Saint-Justais et  Luzacais genannt.

## Geographie
Saint-Just-Luzac liegt an den Salzwiesen und dem Mündungsästuar der Seudre in den Atlantischen Ozean in der historischen Landschaft Saintonge. Umgeben wird Saint-Just-Luzac von den Nachbargemeinden Saint-Jean-d’Angle im Osten und Nordosten, La Gripperie-Saint-Symphorien im Osten, Saint-Sornin im Südosten, Nieulle-sur-Seudre im Süden, Arvert im Südwesten, La Tremblade im Westen sowie Marennes-Hiers-Brouage im Norden, Westen und Nordwesten.
Im Gemeindegebiet liegt der kleine Flugplatz Marennes.

## Bevölkerungsentwicklung
| 1962 | 1968 | 1975 | 1982 | 1990 | 1999 | 2006 | 2013 |
| ---- | ---- | ---- | ---- | ---- | ---- | ---- | ---- |
| 1136 | 1154 | 1186 | 1313 | 1432 | 1535 | 1738 | 1943 |

## Sehenswürdigkeiten
Siehe auch: Liste der Monuments historiques in Saint-Just-Luzac
- Kirche Saint-Just, im 15. Jahrhundert erbaut, seit 1910 Monument historique
- Protestantische Kirche von Luzac, um 1600 erbaut, 1685 zerstört, Nachfolgerbau von 1755
- Schloss Feusse

Mühle Les Loges
- Eisenbahnmuseum

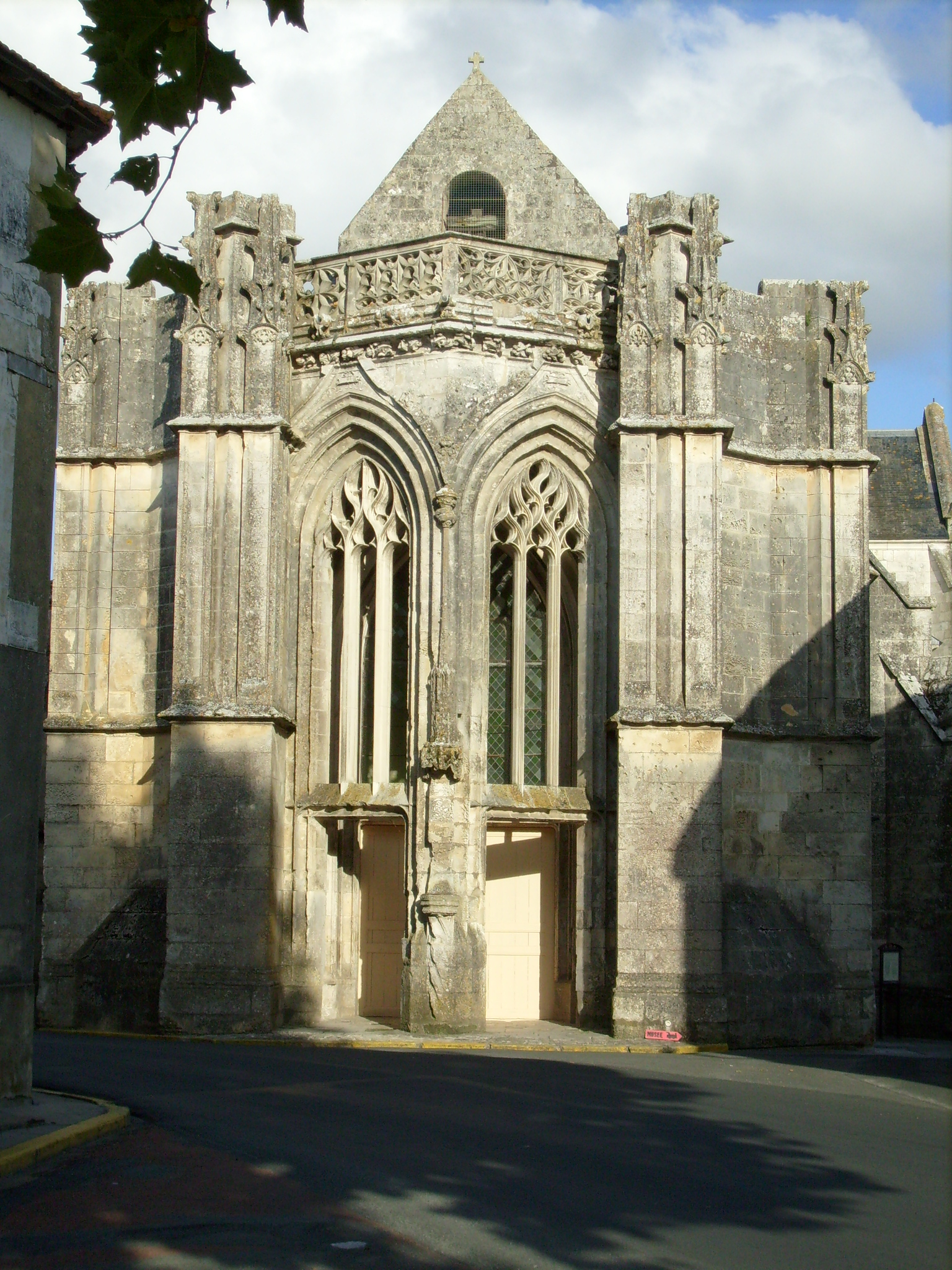
Kirche Saint-Just
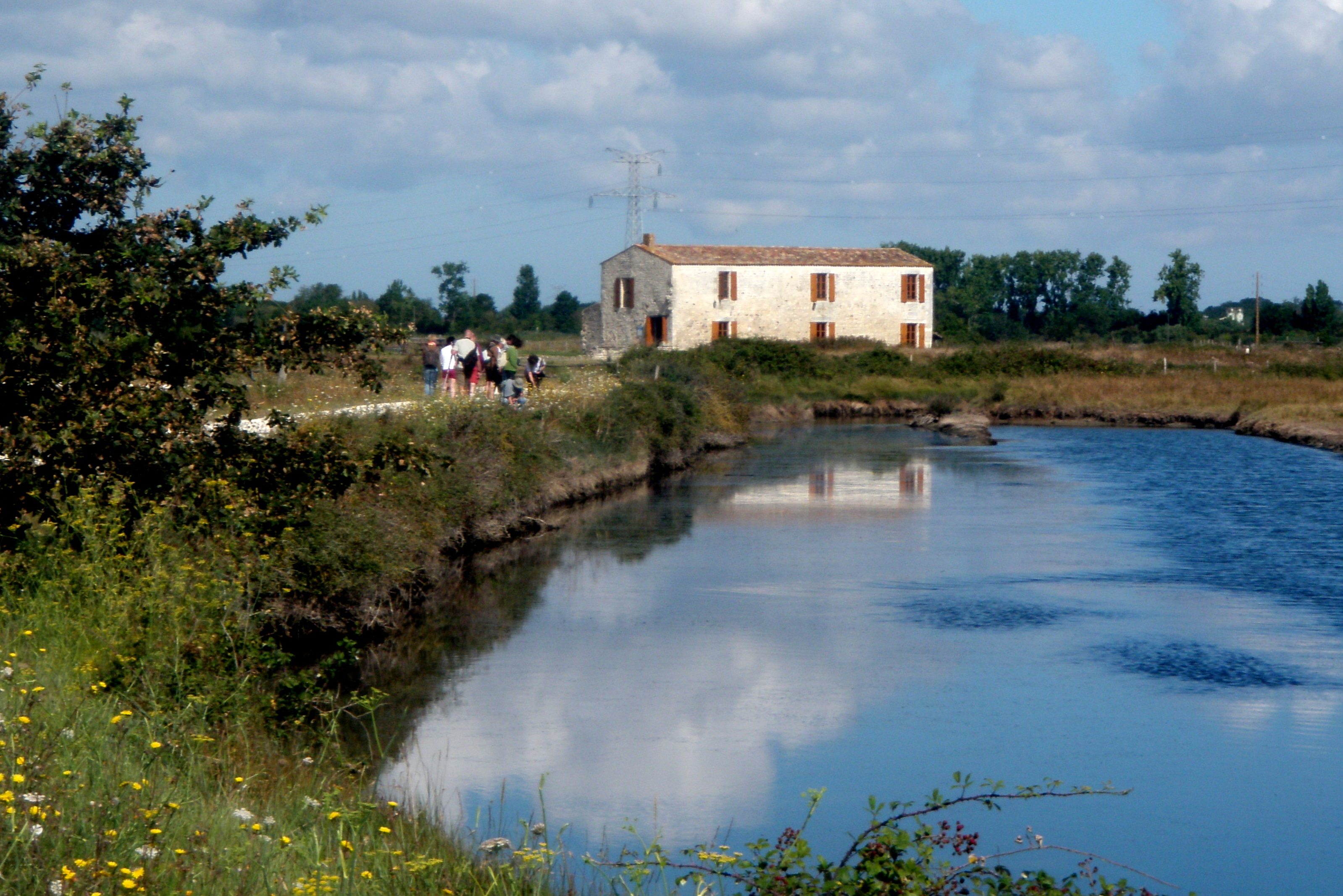
Mühle Les Loges

## Persönlichkeiten
- Jean Ogier de Gombauld (1576–1666), Schriftsteller